# Palace Hotel (Argentina)
O edifício Palace Hotel é uma construção histórica localizado na cidade de Buenos Aires, capital da Argentina.

## Histórico
Situado na Rua 25 de Maio, o edifício, na atualidade, é sede da Faculdade de Letras da Universidade de Buenos Aires, porém, esta construção foi inaugurada em 1906 como o Palace Hotel, o mais luxuoso hotel da cidade no início do século XX. 
Em 1904 o croata Nicholas Mihanovich, dono da Companhia de Navegação da Argentina, contratou o arquiteto italiano Carlos Morra para desenvolver um projeto para um novo hotel. Morra desenvolveu um edifício em estilo neo-renascentista italiano que após concluído as obras, ganhou um prêmio municipal como uma das melhores fachadas da Buenos Aires de então. 
Com a crise argentina de 1930 (gerada pela grande depressão de 1929 nos EUA), o hotel fechou as portas e em 1932, o prédio foi ocupado como escritórios do banco Mortgage National Bank.
Alguns anos depois o edifício Palace Hotel virou Gabinete da Presidência da Argentina, ficando assim até 1965, quando foi entregue para a Faculdade de Arquitetura e Urbanismo e em 1968 passou a ser sede da Faculdade de Filosofia.
Em 2001 o edifício foi declarado Patrimônio Histórico Nacional.

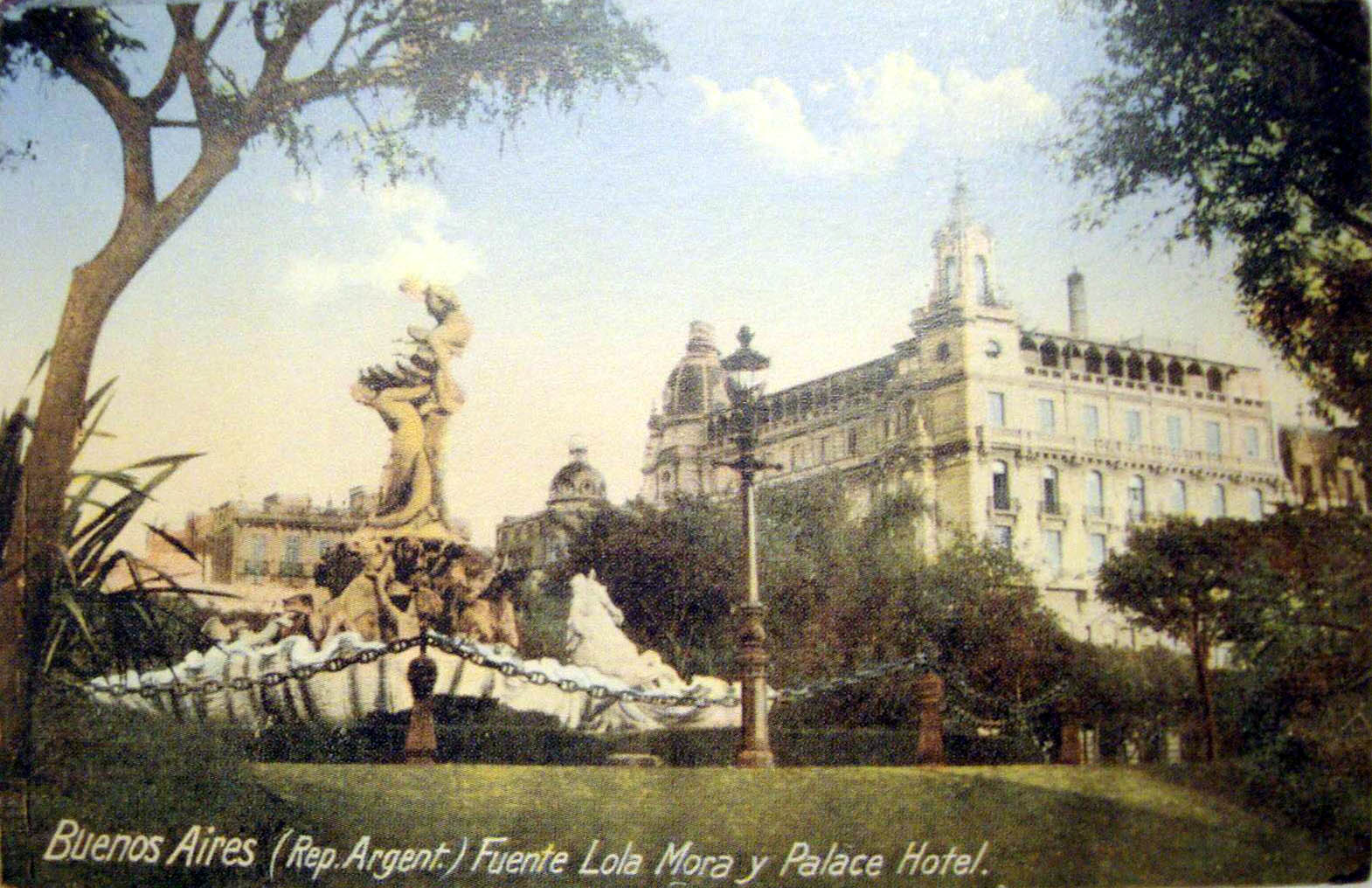
Postal com o Palace Hotel em destaque